# 숄라 아메오비
폴루와숄라 "숄라" 아메오비(Foluwashola "Shola" Ameobi, 1981년 10월 12일 ~ )는 나이지리아의 전 축구 선수이다. 포지션은 공격수이다.
나이지리아에서 태어났으나 어렸을 때 잉글랜드의 뉴캐슬어폰타인으로 이주하였다. 그의 동생들인 토미, 새미 또한 축구 선수로 활동하고 있다.

## 수상 경력
뉴캐슬 유나이티드
- 풋볼 리그 챔피언십: 2009-10